# بیلی مانوئل
بیلی مانوئل (انگلیسی: Billy Manuel؛ زادهٔ ۲۸ ژوئن ۱۹۶۹) بازیکن فوتبال اهل بریتانیا است.
از باشگاه‌هایی که در آن بازی کرده‌است می‌توان به باشگاه فوتبال کمبریج یونایتد، باشگاه فوتبال پیتربورو یونایتد، باشگاه فوتبال هورشم، باشگاه فوتبال فوکستون اینویکتا، باشگاه فوتبال بروملی، باشگاه فوتبال تاتنهام هاتسپر، باشگاه فوتبال گیلینگام، باشگاه فوتبال تونبریج آنجلز، باشگاه فوتبال والتام فورست، باشگاه فوتبال استیونج، باشگاه فوتبال برنتفورد، باشگاه فوتبال بارنت، و باشگاه فوتبال گرایس اتلتیک اشاره کرد.